# Frida Hansdotter
Frida Marie Hansdotter (Västerås, 13 de diciembre de 1985) es una deportista sueca que compitió en esquí alpino; campeona olímpica en Pyeongchang 2018.

## Trayectoria
Participó en tres Juegos Olímpicos de Invierno, entre los años 2010 y 2018, obteniendo una medalla de oro en Pyeongchang 2018, en la prueba de eslalon, y el quinto lugar en Sochi 2014, en la misma prueba.
Ganó cinco medallas en el Campeonato Mundial de Esquí Alpino entre los años 2013 y 2017. En la Copa del Mundo consiguió cuatro victorias y 35 podios en total.
Cursó estudios superiores en Economía. En 2019 fue condecorada con la Medalla por Méritos al Deporte Sueco. En 2022 fue elegida miembro de la Comisión de Atletas del Comité Olímpico Internacional.

## Palmarés internacional
| Juegos Olímpicos   | Juegos Olímpicos                   | Juegos Olímpicos  | Juegos Olímpicos |
| Año                | Lugar                              | Medalla           | Prueba           |
| ------------------ | ---------------------------------- | ----------------- | ---------------- |
| 2018               | Pyeongchang (Corea del Sur)        | Medalla de oro    | Eslalon          |
| Campeonato Mundial |                                    |                   |                  |
| Año                | Lugar                              | Medalla           | Prueba           |
| 2013               | Schladming (Austria)               | Medalla de plata  | Equipo mixto     |
| 2013               | Schladming (Austria)               | Medalla de bronce | Eslalon          |
| 2015               | Vail/Beaver Creek (Estados Unidos) | Medalla de plata  | Eslalon          |
| 2017               | Sankt Moritz (Suiza)               | Medalla de bronce | Eslalon          |
| 2017               | Sankt Moritz (Suiza)               | Medalla de bronce | Equipo mixto     |